# Haemaphysalis suntzovi
Haemaphysalis suntzovi este o specie de căpușe din genul Haemaphysalis, familia Ixodidae, descrisă de Kolonin în anul 1993. Conform Catalogue of Life specia Haemaphysalis suntzovi nu are subspecii cunoscute.